# Mazda RX-510
La Mazda RX-510 est un concept car du constructeur automobile Japonais Mazda, présenté au salon de Tokyo en 1971.
Il est destiné à promouvoir le futur coupé Mazda RX-3 / 808 sur lequel il est basé.
Il utilise un moteur à piston rotatif 10A, dont le motif du rotor est repris sur le logo de calandre et sur les jantes, cette motorisation est associée à une boîte de vitesses manuelle à quatre rapports.

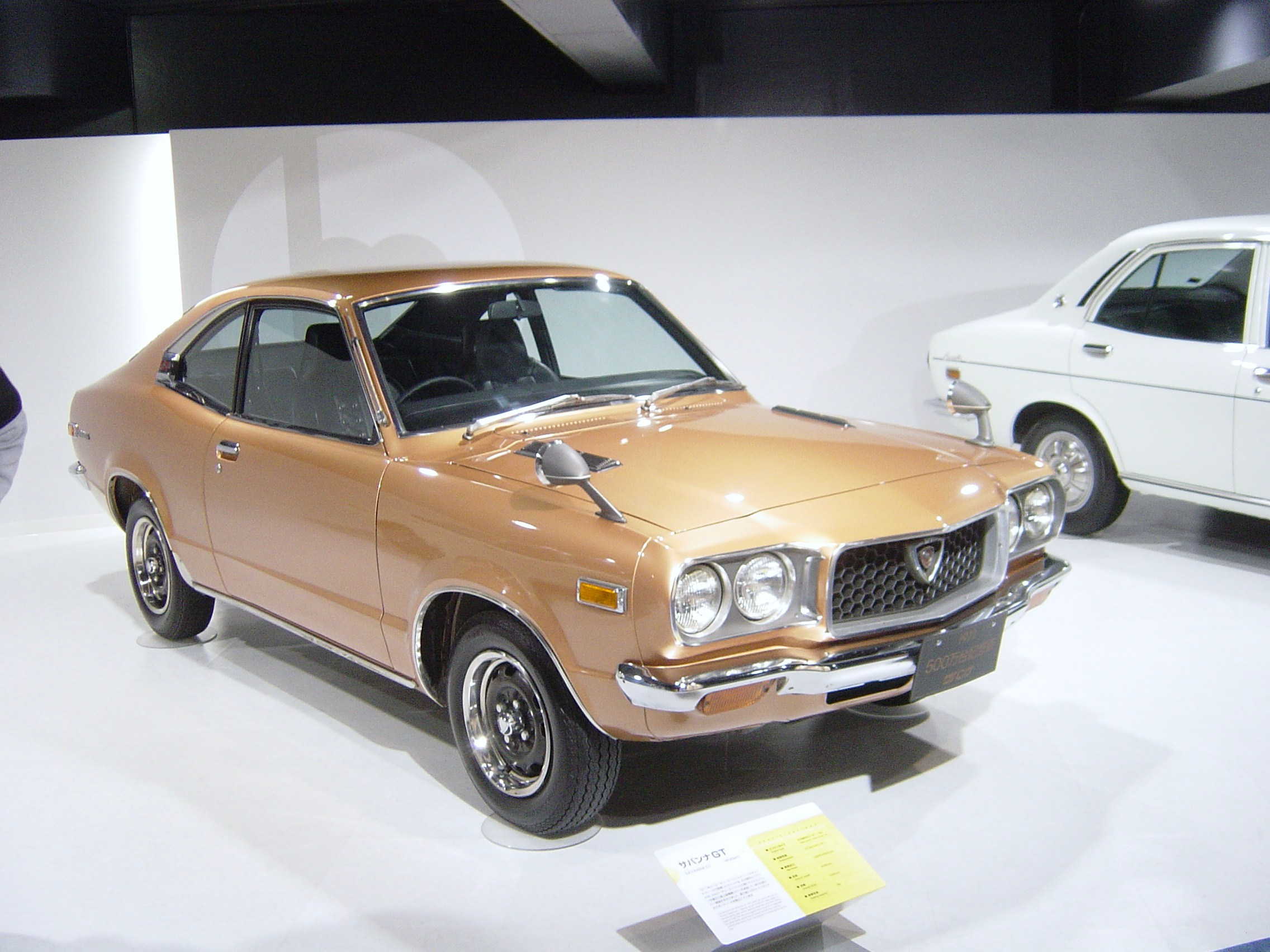
La Mazda RX-3 sert de base au concept Mazda RX-510